# Patrick Young Alexander

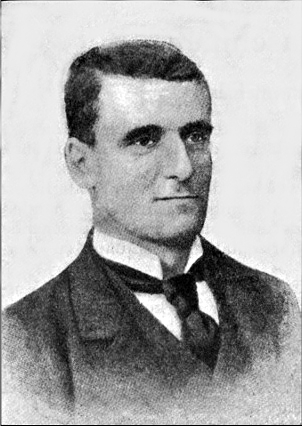
Patrick Young Alexander

Patrick Young Alexander (* 28. März 1867 in Erith, Kent; † 7. Juli 1943 in Windsor, Berkshire) war ein britischer Pionier und Förderer der Luftfahrt.

## Leben
Patrick Alexander war der zweite Sohn des Maschinenbauingenieurs Andrew Alexander, der 1866 Gründungsmitglied der Royal Aeronautical Society war. 1878 besuchten beide die Pariser Weltausstellung, wo der riesige, 25.000 m³ Gas fassende Fesselballon Henri Giffards, der 52 Personen gleichzeitig in eine Höhe von 500 m heben konnte, den elfjährigen Patrick stark beeindruckte.
Mit 18 Jahren schiffte er sich auf der Bark Minero ein, um eine Offizierslaufbahn bei der Handelsmarine zu beginnen. Auf der 60-tägigen Reise nach Fremantle in Australien stürzte er vom Mast auf das Deck und brach sich ein Bein. Als er einige Wochen später auf dem nassen Deck ausrutschte und sich dasselbe Bein erneut brach, wurde er ins Victoria Hospital in Geraldton gebracht. Nach seiner Genesung kehrte Alexander nach England zurück. Er blieb für den Rest seines Lebens gehbehindert.
Während Alexander in Australien war, starb 1886 sein älterer Bruder John und ein Jahr später seine Mutter Emma. Nach dem Tod des Vaters im Jahr 1890 war Alexander auf sich allein gestellt. Er erbte ein Vermögen von 60.000 £ (heute rund 7.030.000 £), das es ihm erlaubte, sich voll und ganz seinem Interesse für die Luftfahrt hinzugeben. Am 9. Juni 1891 unternahm er mit dem Luftschiffer Griffith Brewer (1867–1941) seine erste Ballonfahrt. Bei der Firma Percival Spencer ließ er sich 1892 den Ballon Queen of the West herstellen und unternahm 1892 mehrere Luftfahrten, bei denen er fotografierte und Wetterbeobachtungen vornahm. 1893 bestellte er bei Percival Spencer einen weiteren Ballon, den er Majestic nannte. Dieser war mit einem Volumen von 2.800 m³ einer der größten Ballons, die bis dahin gefertigt worden waren, und konnte bis zu zwölf Passagiere befördern. Er fuhr mit seinem Ballon nach Berlin und führte gemeinsam mit den Meteorologen Arthur Berson und Reinhard Süring von September bis Dezember 1894 drei Fahrten im Rahmen der Berliner wissenschaftlichen Luftfahrten aus. Auch später unterstützte er den Deutschen Verein zur Förderung der Luftschifffahrt, indem er 1898 die Londoner Hochfahrt Bersons mit dem Ballon Excelsior finanzierte.
Alexander begann, sich mit der Konstruktion von Luftschiffen zu beschäftigen, und ließ sich in den 1890er Jahren mehrere seiner Ideen patentieren. Er war im Jahr 1900 bei der Jungfernfahrt des ersten Zeppelins in Friedrichshafen anwesend. Anschließend fuhr er nach Berlin, um sich an dem Versuch zu beteiligen, einen neuen Dauerweltrekord für Ballonfahrten aufzustellen. Man glaubte, mit dem riesigen, 8.600 m³ Gas fassenden Ballon sehr lange in der Luft bleiben zu können und hatte Essensrationen für 20 Tage mit an Bord. Der Ballon hob am 27. September 1900 kurz vor 18 Uhr ab. In der Nacht verfing sich das Schlepptau in einer Baumkrone, und starker Wind zwang die Ballonfahrer nach einer Fahrstrecke von nur 20 km zur Landung. Der Ballon wurde anschließend an das Aeronautische Observatorium Berlin-Tegel verschenkt. Unter dem neuen Namen Preussen stieg dieser am 31. Juli 1901 in eine Höhe von 10.800 m, den bis 1938 gültigen Höhenweltrekord für Freiballons mit offenem Korb. Dieser Aufstieg führte zur Entdeckung der Stratosphäre im Jahre 1902.
Aufgrund seines Interesses für die Flugmaschinen pflegte Alexander enge freundschaftliche Beziehungen zu einer Reihe von Luftfahrtpionieren. In den frühen 1890er Jahren besuchte er Otto Lilienthal bei dessen bahnbrechenden Gleitflugexperimenten. Er hatte Kontakt zu Hiram Stevens Maxim und Octave Chanute. In den USA besuchte er Samuel Pierpont Langley. Weihnachten 1902 war er bei den Brüdern Wright in Kitty Hawk zu Gast. 1904 verlegte er seinen Wohnsitz in die Nähe von Aldershot, wo die Luftschiffereinheiten der Britischen Armee stationiert waren. Er teilte ein Haus mit Samuel Franklin Cody, der an Drachen und Flugzeugen experimentierte und später zum ersten Brite wurde, der ein Flugzeug flog.

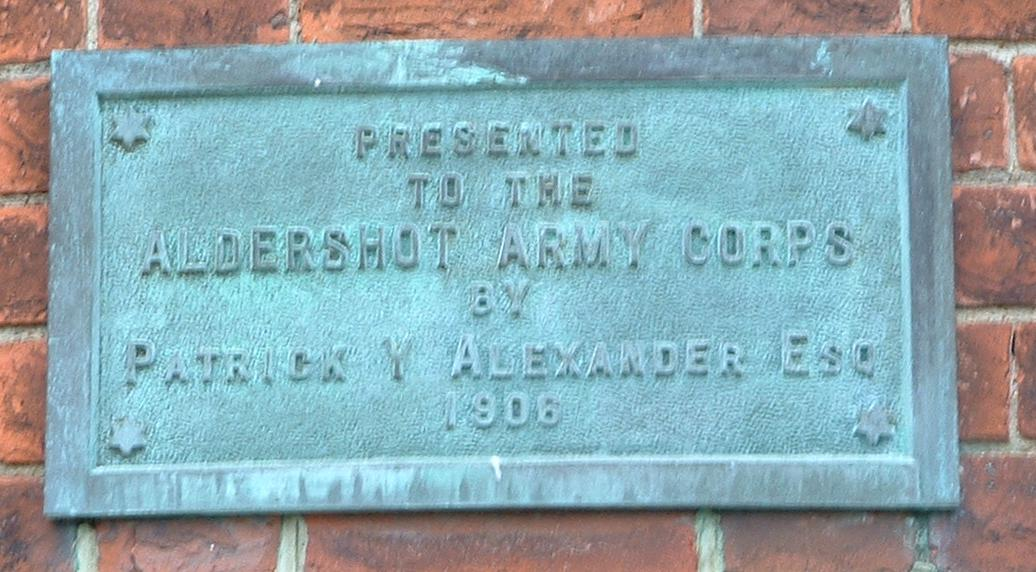
Gedenktafel für Alexander am Aldershot-Observatorium

Alexander war großzügig und uneigennützig. 1905 erwarb er für das Victoria and Albert Museum frühe Flugzeugmodelle von John Stringfellow, der bereits 1848 in einer Fabrikhalle einen unbemannten 25-Meter-Flug ausgeführt hatte. 1905/06 stiftete er der Britischen Armee das Aldershot-Observatorium. Das Hauptinstrument war ein 200-mm-Refraktor, den er bereits 1891 erworben hatte und mit dem 1939 der „große weiße Fleck“ des Saturn entdeckt wurde. 1910 stiftete er einen Preis für die Entwicklung eines leichten, für Flugzeuge geeigneten Motors. Das Preisgeld von 1000 £ ging 1912 an Gustavus Green. 1911 stellte Alexander 20.000 Mark für den Bau der Luftwarte Rostock zur Verfügung.
1922 war Alexander bankrott. Das renommierte Imperial Service College in Windsor, das er noch 1915 mit einer Spende von 20.000 £ bedacht hatte, stellte ihn daraufhin auf Lebenszeit ein und übertrug ihm den Unterricht in den Grundlagen des Flugwesens. Am 7. Juli 1943 starb er fast mittellos im Alter von 76 Jahren.

## Schriften
- Patrick Young Alexander und Griffith Brewer: Aeronautics: An Abridgment of Aeronautical Specifications Filed at the Patent Office from 1815–1891, 1893, Reprint: Kessinger, 2007, ISBN 978-0-548-67446-8
- Patrick Young Alexander: Experiments on the Trust or Lifting Power of Aër Propellers, Bath 1901